# Forma (figura)

Um exemplo de diferentes definições de forma. Os dois triângulos da esquerda são congruentes, enquanto o terceiro é semelhante a eles. O último triângulo não é nem semelhante nem congruente com qualquer um dos outros, mas é homeomórfico.

Uma forma é a forma de um objeto ou o seu limite externo, estrutura de tópicos, ou a superfície externa , ao contrário de outras propriedades, como cor, textura ou composição do material.
Os psicólogos têm teorizado que os seres humanos mentalmente dividem as imagens em simples formas geométricas chamado geons. Exemplos de geons incluem cones e esferas.

## Classificação de formas simples

Uma variedade de formas poligonais.

Algumas formas simples podem ser colocadas em grandes categorias. Por exemplo, polígonos são classificados de acordo com seu número de arestas como triângulos, quadriláteros, pentágonos, etc. Cada um deles é dividido em pequenas categorias; triângulos podem ser equilátero, isósceles, obtuso, agudo, escaleno, etc. enquanto quadriláteros podem ser retângulos, losangos, trapézios, quadrados, etc.
Outras formas comuns são pontos, linhas, planos, e seções cónicas , como elipses, círculos, e parábolas.
Entre as formas tridimensionais mais comuns são poliedros, que são formas com faces planas; elipsóides, que são em forma de ovo, ou em forma de esfera objetos; cilindros; cones.
Se um objeto cair em uma dessas categorias, exatamente, nem aproximadamente, podemos usá-lo para descrever a forma do objeto. Assim, dizemos que a forma de uma tampa de bueiro é um disco, porque é aproximadamente o mesmo objeto geométrico, como um disco geométrico.

## Forma em geometria
Existem várias maneiras de comparar as formas de dois objetos:
- Congruência: dois objetos são congruentes se uma pode ser transformada na outra por uma sequência de rotações, translações e/ou reflexões.
- Semelhança: os dois objetos são semelhantes se um pode ser transformado na outra por uma escala uniforme, em conjunto com uma sequência de rotações, translações e/ou reflexões.
- Isotopia: Dois objetos são isotópico se uma pode ser transformada na outra por uma sequência de deformações que não rasgam o objeto ou façam furos nele.

Às vezes, dois objetos similares ou congruentes, podem ser considerados como tendo uma forma diferente se uma reflexão é necessária para transformar uma na outra. Por exemplo, as letras "b" e "d" são um reflexo de cada uma, e, portanto, elas são congruentes e semelhantes, mas em alguns contextos, elas não são considerados como tendo a mesma forma. Às vezes, somente a estrutura de tópicos ou limite externo do objeto é considerado para determinar a sua forma. Por exemplo, uma esfera oca, pode ser considerado como tendo a mesma forma de uma esfera sólida. A Análise de Procrustes é usada em muitas ciências para determinar se dois objetos têm o mesmo formato, ou para medir a diferença entre duas formas. Em matemática avançada, quasi-isometria pode ser usada como um critério para o estado que duas formas são aproximadamente as mesmas.
Formas simples, muitas vezes podem ser classificadas em geométricas de objetos básicos, tais como um ponto, uma linha, uma curva, um plano, uma figura plana (e.g. quadrado ou círculo), ou uma figura sólida (e.g. cubo ou esfera). No entanto, a maioria das formas que ocorrem no mundo físico são complexas. Alguns, como a planta de estruturas e de costas, pode ser tão complicada a ponto de desafiar a tradicional descrição matemática  – , caso em que pode ser analisado pela geometria diferencial, ou como fractais.

### Equivalência de formas
Em geometria, dois subconjuntos de um espaço euclidiano têm a mesma forma, se um pode ser transformado de outro por uma combinação de translações, rotações (em conjunto, também chamado transformações rígida), e escalas uniformes. Em outras palavras, a forma de um conjunto de pontos de todas as informações geométricas que é invariante para traduções, rotações, e alterações de tamanho. Tendo a mesma forma é uma relação de equivalência, e, portanto, uma matemática precisa de definição da noção de que a forma pode ser dada como sendo uma classe de equivalência de subconjuntos de um espaço Euclidiano de ter a mesma forma.

O matemático e estatístico David George Kendall escreve:
Neste papel de "forma" é usado no sentido vulgar, e significa aquilo que é normalmente esperado para significar. [...] Nós aqui definimos a "forma" informal "todas as informações geométricas que permanecem quando os efeitos da sua localização, escala e rotação são filtrados a partir de um objeto'.
Formas de objetos físicos são iguais, se os subconjuntos do espaço que esses objetos ocupam satisfizerem a definição acima. Em particular, a forma não dependem do tamanho e posicionamento no espaço do objeto. Por exemplo, um "d" e um "p" têm a mesma forma, como eles podem ser perfeitamente sobrepostas se o "d" é traduzido para a direita por uma determinada distância, rotação de cabeça para baixo e ampliada por um determinado fator (ver sobreposição de Procrustes para mais detalhes). No entanto, uma imagem de espelho poderia ser chamado de uma forma diferente. Por exemplo, um "b" e um "p" têm uma forma diferente, pelo menos quando eles são constrangidos a se mover dentro de um espaço bidimensional, como a página em que estão escritos. Apesar de terem o mesmo tamanho, não há nenhuma maneira de sobrepor perfeitamente pela tradução e girá-los ao longo da página. Da mesma forma, dentro de um espaço tridimensional, a mão direita e a mão esquerda de ter uma forma diferente, mesmo se eles são imagens de espelho um do outro. As formas podem mudar, se o objeto estiver em escala não-uniforme. Por exemplo, uma esfera torna-se um elipsóide quando dimensionada de forma diferente em direções vertical e horizontal. Em outras palavras, a preservação de eixos de simetria (se existirem) é importante para a preservação de formas. Também, a forma é determinada apenas pelo limite exterior de um objeto.

### Congruência e semelhança
Objetos que podem ser transformados um no outro por rígidas transformações e espelhamento (mas não de escala) são congruentes. Um objeto é, portanto, coerente com a sua imagem no espelho (mesmo se ele não é simétrica), mas não para uma versão redimensionada. Objetos congruentes têm sempre a mesma forma ou imagem de espelho formas, e têm o mesmo tamanho.
Objetos que têm a mesma forma ou forma de imagem de espelho são chamados de geometricamente semelhantes, quer sejam ou não que eles tenham o mesmo tamanho. Assim, os objetos que podem ser transformados um no outro por transformações rígidas, espelhamento e escala uniforme são semelhantes. A semelhança é preservada quando um dos objetos é uniformemente em escala, enquanto que a congruência não é. Assim, objetos congruentes são sempre geometricamente semelhantes, mas objetos semelhantes podem não ser congruentes, como eles podem ter tamanhos diferentes.

### Homeomorfismo
Uma maior flexibilidade na definição da forma leva em consideração o facto de que formas realistas muitas vezes são deformáveis, por exemplo, uma pessoa em diferentes posturas, uma árvore que dobra ao vento, ou uma mão com diferentes posições dos dedos.
Uma forma de modelagem não-rígida de movimentos é por homeomorfismos. Grosseiramente falando, uma homeomorfismo é um contínuo alongamento e flexão de um objeto em uma nova forma. Assim, um quadrado e um círculo são homeomórficos para o outro, mas uma esfera e um toro não são. Uma piada matémática, muitas vezes repetida de que topologistas não podem contar a sua xícara de café a partir de sua pega, desde que suficientemente maleável o donut poderia ser reformulado para a forma de uma xícara de café, criando uma ondulação e, progressivamente, ampliando-o, preservando o buraco do donut em uma copa da pega.

## Forma de análise
As definições matemáticas acima mencionadas de formas rígidas e não rígidas surgiram no campo da estatística de análise de forma. Em particular, análise de Procrustes, que é uma técnica utilizada para a comparação de formas de objetos similares (por exemplo, ossos de animais diferentes), ou para medir a deformação de um objeto deformável. Outros métodos são projetados para trabalhar com objetos não-rígidas (flexível) de objetos, por exemplo, para a postura, independente da forma de obtenção (ver, por exemplo, forma espectral de análise).

## Semelhança de classes
Todos os triângulos semelhantes têm a mesma forma. Estas formas podem ser classificadas utilizando-se números complexos em um método avançado por J. A. Lester e Rafael Artzy. Por exemplo, um triângulo equilátero pode ser expressa por números complexos 0, 1, (1 + i √3)/2, representando os seus vértices. Lester e Artzy chama a relação de
{\displaystyle S(u,v,w)={\frac {u-w}{u-v}}}   a forma de triângulo (u, v, w). Em seguida, a forma do triângulo equilátero
(0–(1+ √3)/2)/(0–1) = ( 1 + i √3)/2 = cos(60°) + i sin(60°) = exp( i π/3).
Para qualquer transformação afim do plano complexo, {\displaystyle z\mapsto az+b,\quad a\neq 0,}   um triângulo é transformado, mas não altera a sua forma. Portanto, a forma é um invariante da geometria afim.
A forma p = S(u,v,w) depende da ordem dos argumentos da função S, mas permutações levam a valores relacionados. Por exemplo,
{\displaystyle 1-p=1-(u-w)/(u-v)=(w-v)/(u-v)=(v-w)/(v-u)=S(v,u,w).} Also {\displaystyle p^{-1}=S(u,w,v).}
Combinando essas permutações tem {\displaystyle S(v,w,u)=(1-p)^{-1}.} Além disso,
{\displaystyle p(1-p)^{-1}=S(u,v,w)S(v,w,u)=(u-w)/(v-w)=S(w,v,u).}  Estas relações são "as regras de conversão" para a forma de um triângulo.
A forma de um quadrilátero é associado a dois números complexos p,q. Se o quadrilátero tem os vértices u,v,w,x, então p = S(u,v,w) e q = S(v,w,x). Artzy prova que essas proposições sobre o forma de quadrilátero:
1. Se {\displaystyle p=(1-q)^{-1},}  então o quadrilátero é um paralelogramo.
2. Se o paralelogramo tem |arg p| = |arg q|, em seguida, ele é um losango.
3. Quando p = 1 + i e q = (1 + i)/2, então o quadrilátero é quadrado.
4. Se {\displaystyle p=r(1-q^{-1})}  e sgn r = sgn(Im p), então o quadrilátero é um trapézio.

Um polígono {\displaystyle (z_{1},z_{2},...z_{n})}  tem uma forma definida por n – 2 números complexos {\displaystyle S(z_{j},z_{j+1},z_{j+2}),\ j=1,...,n-2.} O polígono que delimita uma conjunto convexo quando todos estas formas de componentes do imaginário são componentes do mesmo sinal.